# Stig-Dagerman-Preis
Der Stig-Dagerman-Preis (Original: Stig Dagermanpriset) ist ein schwedischer Literaturpreis. Er wurde 1996 von der Stig-Dagerman-Gesellschaft, der Stig Dagermansällskapet, gestiftet, für diejenigen, „die im Geiste Stig Dagermans sich für den Schutz, die Verfügbarkeit und Bedeutung der Meinungsfreiheit einsetzen“. Die mit 50.000 Kronen dotierte Auszeichnung wird jährlich im Juni in Laxön, Älvkarleby, vergeben. Bisher wurden zwei der Ausgezeichneten, 2004 mit Elfriede Jelinek und 2008 mit Jean-Marie Gustave Le Clézio, im selben Jahr mit dem Nobelpreis für Literatur geehrt.
Im Mai 2019 wurde bekannt, dass die Stig-Dagerman-Gesellschaft sich auflöse, der Preis jedoch bestehen bleiben solle; im Jahr 2021 erfolgte jedoch keine Vergabe des Preises.

## Preisträger
- 1996: John Hron (postum)
- 1997: Yaşar Kemal
- 1998: Die schwedische Volksbibliothek folkbiblioteket
- 1999: Ahmad Schamlou
- 2000: Roy Andersson
- 2001: Elsie Johansson
- 2002: Gitta Sereny
- 2003: Lukas Moodysson
- 2004: Elfriede Jelinek
- 2005: Göran Palm
- 2006: Sigrid Kahle
- 2007: Lasse Berg
- 2008: Jean-Marie Gustave Le Clézio
- 2009: Birgitta Wallin und die Zeitschrift Karavan
- 2010: Eduardo Galeano
- 2011: Judit Benedek und das Theaterprojekt SOS-Romer
- 2012: Nawal El Saadawi
- 2013: Organisation Nätverket Ingen människa är illegal (Netzwerk „Kein Mensch ist illegal“)
- 2014: Anders Bodegård
- 2015: Suzanne Osten
- 2016: Adonis
- 2017: Anders Kompass
- 2018: Amos Oz
- 2019: Britta Marakatt-Labba[3]
- 2020: Magda Gad
- 2021: keine Verleihung
- 2022: Maryja Kalesnikawa[4]
- 2023: Carina Rydberg
- 2024: Elinor Torp